# Czesław Siekierski
Czesław Adam Siekierski, född 8 oktober 1952 i Stopnica, Polen, är en polsk politiker (Polska folkpartiet). Han var ledamot av Europaparlamentet 2004–2019. Han hörde till EPP-gruppen under hela sin tid i Europaparlamentet, från Polens EU-tillträde 1 maj 2004 fram till 1 juli 2019. Innan dess hade han observatörsstatus i Europaparlamentet från 23 april 2003 till 30 april 2004.

## Utmärkelser
- Riddare av Polonia Restituta, 1997.[2]